# Lagoa do Peixe

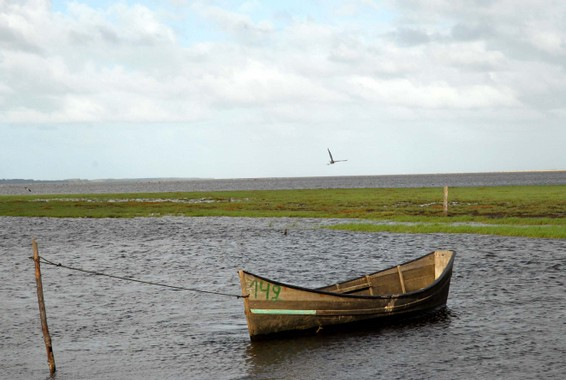
Lagoa do Peixe

Die Lagoa do Peixe ist eine Lagune im Bundesstaat Rio Grande do Sul im Süden Brasiliens. 

## Nationalpark
Ein 344 km² großer, am 11. Juni 1986 gegründeter Nationalpark umgibt den See. Der Nationalpark befindet sich im Gebiet der Orte Tavares, Mostardas und São José do Norte.
Die Lagoa do Peixe ist eines der wichtigsten Gebiete für Zugvögel südlich des Äquators, wobei 26 Arten der nördlichen Hemisphäre hier überwintern. Das küstennahe Ökosystem wird von Gezeiten und sandigen Ebenen geprägt. Es ist gut erhalten mit Sümpfen, Lagunen, Stränden, Dünen und Wäldern mit Pflanzen, die sandigen und zum Teil salzigen Boden lieben. Durch das abwechslungsreiche Gelände ist das Gebiet Heimat vieler Arten, insbesondere von Vögeln. In diese wärmere Region kommen aus dem südlichen Winter u. a. Flamingos, Wale, Pinguine und Seelöwen.
An der Lagoa do Peixe leben folgende Tierarten: Capybaras, Ameisenbären, Breitschnauzenkaimane, Nandus, Schwarzhalsschwan, Maria-Faceiras, Tesourinhas, Spechte, Talhamar, Seeschwalben, Krebstiere, Schlangenhalsschildkröten.